# Баламуткин, Григорий Васильевич
Григорий Васильевич Баламуткин (1918—1985) — советский лётчик штурмовой авиации в годы Великой Отечественной войны, Герой Советского Союза (26.10.1944). Гвардии майор.

## Биография
Родился 3 марта 1918 года в селе Усть-Чебула (ныне Чебулинского района Кемеровской области). Из семьи крестьянина. Русский. Жил в родном селе, некоторое время в семье старшей сестры в Мариинске.
В 1935 году переехал в Иркутск, где окончил школу-семилетку № 61, фабрично-заводское училище при заводе имени Куйбышева и курсы шофёров. С 1935 года работал шофёром в транспортном цехе Завода тяжёлого машиностроения имени Куйбышева в Иркутске. Одновременно занимался в Иркутском аэроклубе.
В 1940 году был призван в Красную Армию и направлен в 1-е Чкаловское военное авиационное училище лётчиков имени К. Е. Ворошилова. Окончил его в 1942 году. С марта 1943 года — на фронтах Великой Отечественной войны. Воевал на Центральном и 1-м Белорусском фронтах. Участвовал в Курской битве, в битве за Днепр, в осенне-зимних наступательных боях на Гомельском направлении, в Белорусской наступательной операции. Всю войну провёл в одном полку, прошёл там путь от младшего лётчика до командира эскадрильи. Член ВКП(б) с 1944 года.
Заместитель командира эскадрильи 431-го штурмового авиационного Слуцкого Краснознамённого полка 299-й штурмовой авиационной Нежинской Краснознамённой ордена Суворова дивизии 16-й воздушной армии 1-го Белорусского фронта старший лейтенант Григорий Баламуткин к июню 1944 года совершил 103 боевых вылета на штурмовку наземных войск врага. Умелыми действиями в сочетании с личным героизмом нанёс значительный урон врагу. Так, им были уничтожены 22 танка, 95 автомашин, 17 полевых и 12 зенитных орудий, 10 миномётных батарей, 10 железнодорожных вагонов и 1 паровоз, 6 складов, а также уничтожено и рассеяно до 600 солдат и офицеров.
За образцовое выполнение боевых заданий командования на фронте борьбы с германским фашизмом и проявленные при этом отвагу и геройство, Указом Президиума Верховного Совета СССР от 26 октября 1944 года старшему лейтенанту Баламуткину Григорию Васильевичу присвоено звание Героя Советского Союза с вручением ордена Ленина и медали «Золотая Звезда» (№ 3110).
После представления к высшей награде Родины продолжал так же доблестно сражаться с врагом. Отличился при освобождении Белоруссии, его большая заслуга есть и в том, что в августе 1944 года его родной 431-й штурмовой полк получил гвардейское знамя и стал 174-м гвардейским штурмовым авиационным полком, а 299-я штурмовая дивизия — 11-й гвардейской штурмовой авиационной дивизией. В её рядах Баламуткин с Победой окончил войну, приняв участие в Висло-Одерской, Восточно-Померанской и Берлинской наступательных операциях.
К Победе на счету Героя было уже 160 боевых вылетов. Число уничтоженных танков выросло до 27, число уничтоженных и рассеянных солдат — до 850. Имел штурмовик Баламуткин на своём счету и несколько сбитых самолётов врага.
После войны продолжал службу в Советской Армии. Служил на Украине и в Группе советских войск в Германии. Последняя должность — начальник воздушно-стрелковой службы бомбардировочного авиационного полка.
С апреля 1958 года майор Г. В. Баламуткин — в запасе. Поселился в городе Таганроге. В декабре 1958 года стал проректором по хозяйственной части, а с августа 1961 года и до последних дней жизни — трудился преподавателем военно-морской кафедры Таганрогского радиотехнического института.
Умер 10 апреля 1985 года. Похоронен в Таганроге.

## Награды
- Герой Советского Союза (26.10.1944)
- Орден Ленина (26.10.1944)
- Три ордена Красного Знамени (20.12.1943, 1.05.1944, 15.10.1944)
- Орден Александра Невского (4.06.1945)
- Ордена Отечественной войны 1-й (11.04.1985) и 2-й (4.07.1944) степеней
- Два ордена Красной Звезды (24.09.1943, 30.12.1956)
- Медали СССР

## Память
- В 1966 году на территории Иркутского завода тяжелого машиностроения им. В. Куйбышева на здании транспортного цеха были установлены две доски (литой металл), покрытые бронзовой краской — доска с портретом-барельефом и мемориальная доска с текстом: «В этом цехе работал водителем Герой Советского Союза Баламуткин Григорий Васильевич».[6]
- В родном селе Усть-Чебула на доме, в котором родился и жил в детстве Герой, установлена мемориальная доска (1995).[7]
- В Мариинске установлена стела в честь Героя.
- В селе Усть-Чебула его именем названа улица.